# Крылово (Псковская область)
Крыло́во — деревня в северо-восточной части Пушкиногорского района Псковской области. Входит в состав городского поселения Пушкиногорье.
Расположена в 9 км к северо-востоку от административного центра района — посёлка городского типа Пушкинские Горы. Восточнее от деревни находится озеро Белогули.

## Население
Численность населения деревни по оценке на конец 2010 года составляла 44 человека.

## История
До 3 июня 2010 года деревня входила в состав сельского поселения «Пушкиногорская волость».